# Lisa Middelhauve
 (novembre 2020).
Si vous disposez d'ouvrages ou d'articles de référence ou si vous connaissez des sites web de qualité traitant du thème abordé ici, merci de compléter l'article en donnant les références utiles à sa vérifiabilité et en les liant à la section « Notes et références ».
Lisa Middelhauve, née Elisabeth Schaphaus le 28 novembre 1980, est une pianiste et chanteuse allemande surtout connue pour être la chanteuse du groupe de metal Xandria et en avoir été le membre emblématique avant de le quitter.

## Débuts
Quand elle commence à apprendre le piano en 1983, on l'appelle "l'enfant prodige". Elle a également appris le violon, mais sans succès. Elle compose des chansons à 13 ans avec son piano. Un an plus tard, elle débute l'initiation au chant lyrique. Après quatre années, ayant acquis une technique suffisante, elle arrête son apprentissage. Par la suite, elle a occasionnellement chanté lors de cérémonies. De 1998 à 2000, elle chante sur des airs folk dans un pub irlandais de Bielefeld.

## Les années Xandria

### Découverte
Lisa chantait depuis deux ans dans un pub irlandais quand le chanteur de l'ancienne formation de Xandria suggère à Marco Heubaum, fondateur, guitariste et compositeur du groupe, de s'intéresser au talent de la chanteuse. Elle rejoint le groupe en 2000. Pour elle, Xandria est la concrétisation d'un rêve. Elle participe à la réalisation des quatre premiers albums de Xandria, en tant que co-auteur-compositeur-interprète.

### Mariage
La chanteuse n'a pas uniquement trouvé un groupe, mais également son futur mari. C'est en 2005 qu'Elisabeth Schaphaus épouse Nils Middelhauve, devenu le bassiste du groupe en 2004.

### Départ
Lisa a tôt fait d'être reconnue par son public comme la figure emblématique de Xandria, mais cela finit par lui peser. C'est le motif qui sera évoqué, associé à des buts personnels non précisés, pour justifier son départ du groupe qui sera officialisé le 30 avril 2008.

## L'après Xandria
Lisa se fait discrète, mais les fans du groupe ne l'oublient pas. Elle participe à un maxi avec le groupe Mono Inc. intitulé Teach Me To Love sorti fin mars 2008, puis tout laisse à penser qu'elle a arrêté la musique. Toutefois, le départ inopiné de sa remplaçante Kerstin Bischof au sein de Xandria en 2010 contraint le groupe à trouver une solution pour honorer leurs spectacles. Lisa répond favorablement à l'appel et les suit encore à ce jour avec le groupe lors de leurs apparitions en public, mais sans en redevenir membre et est depuis 2010 remplacée définitivement par Manuela Kraller.
Le 12 septembre 2010, elle se produit sur la scène du Raismes Fest pour remplacer la chanteuse du groupe parisien Whyzdom. Elle remplacera également la chanteuse de ce groupe le 10 octobre 2010, lors de la première partie du concert de Tarja Turunen au Bataclan de Paris.